# Concile d'Arles (554)
Pour les articles homonymes, voir Concile d'Arles.
Ce concile, appelé parfois le 5e concile d'Arles s'est tenu le 28 juin 554, sous Childebert Ier et au cours duquel l'église Notre-Dame est consacrée. Il réunit 18 diocèses, dont 11 évêques présents et adopta sept canons.

## Sources
On trouve plusieurs références à ce concile :
- dans l'Histoire de la Provence publiée sous la direction d'Edouard Baratier. Il est indiqué, page 97 : « "... après le concile d'Arles de 554 jusqu'à celui de 682 ..." »,
- dans Arles de J Charles-Roux, on trouve page 69 : « "... cinquième Concile tenu à Arles en 554, dans lequel on décida de la soumission des monastères à l'obédience des évêques ..." »,
- dans La Provence des origines à l'an mil, ouvrage collectif, on trouve page 448 : « "... (l'autorité religieuse d'Arles) était manifeste lorsqu'en 554, l'évêque Sapaudus réunit à Arles les titulaires, ou représentants, des dix-huit diocèses appartenant aux anciennes provinces des Alpes-Maritimes, de Narbonnaise Seconde, et même avec Vaison, du sud de la Viennoise". ... »,
- le site spectrum.troy.edu[1]  précise que ce concile comporte 7 canons et se déroule en 554 avec une assemblée de 11 évêques, 4 prêtres, 2 archidiacres et 2 diacres représentant 18 évêchés.
- l'ouvrage de Remi Ceillier : Histoire générale des auteurs sacrés et ecclésiastiques de 1748[2].

## Participants
Participants et évêchés représentés au concile d'Arles de 554 :
- Sabaudus (Sapaudus) :  Arles
- Simplicius : Senez
- Antoninus  : Avignon
- Hilarius : Digne
- Clementinus : Apt
- Praetextatus : Cavaillon
- Eusebius : Antibes
- Magnus : Cimiez
- Avolus : Aix
- Spectatus : Fréjus
- Mattheus : Orange
- Cymianus : prêtre, représentant Deotherius de Vence
- Honoratus : prêtre, représentant Vellesius de Gap
- Benenatus : prêtre, représentant Basilius de Glandève
- Severus : prêtre, représentant  Palladius de Toulon
- Quinidius : archidiacre, représentant  Theodosius de Vaison
- Liberius : archidiacre, représentant  Emeterius de Riez
- Claudianus : diacre, représentant  Emeterius de Riez
- Cyprianus : diacre, représentant  Avolus de Sisteron